# Сацкова, Ольга Алексеевна
Ольга Алексеевна Сацкова (в браке Павлова; 11 сентября 1988) — российская футболистка, нападающая.

## Биография
Воспитанница футбольной школы «Чертаново» (Москва), тренер — Ю. Н. Киселёв. В составе юниорской сборной Москвы становилась призёром II летней Спартакиады учащихся России.
В 2007 году выступала в высшей лиге России за московское «Измайлово», но была игроком запаса. Провела в чемпионате не менее двух матчей.
Позднее выступала за клубы первой и второй лиги — «Дана» (Москва), «Чайка» (Юбилейный), «Долгие Пруды» (Долгопрудный). В мини-футболе играла за клубы высшей лиги «Лидер-ИТИГ» (Москва) и «Долгие Пруды».